# 美国佛教
美国的佛教信众非常多样化、来源非常广泛，几乎覆盖到了所有族群、来自不同国家的移民及其他宗教背景的人士，這是因为佛教的包容性，不需要改宗换派也可以在日常生活中实践佛法。
美国佛教按人口构成简单来说可以分成两大类。一类是“移民佛教”（英語：Immigrant Buddhism），由於佛教主要在亚洲地区流行，許多從东亚、东南亚等地来到美国的移民會把他们祖國不同流派的佛教带到美国，这些信徒基本上在本民族的社区内从事他们的宗教敬拜活动。另一类是“输入佛教”（英語：Import Buddhism），從傳播媒體上得到的佛教傳播，或美国人到外国去参悟佛理并把佛教带回美国，在西方文化背景下长大的美国人中间谈经论道。也有一些外国佛教组织到说英语的美国人中间来建立分会和发展信徒。

## 佛教徒人口统计
由于美国人口普查局按照美国法律不能强制询问人们的宗教归属，因此，美国官方人口统计数字不反映宗教信徒人数。民间机构的有关调查数字各有不同。根据一项民调，2001年美国佛教徒成年人口为100多万，并在不断增长。还有专家说，美国境内有三、四百万佛教徒，其中75%是亚裔。根据一些民间数据，以基督教徒自居者占美国人口的百分之七、八十，而自认是佛教徒者占美国总人口的不到1%。如果按信仰排列的话，基督徒（包含新教、天主教、東正教）人口最多，其次是無宗教人士和犹太教。有的数字显示伊斯兰教排名第四，有的则认为是佛教排名第四。
夏威夷州因为有大量亚裔人口，所以佛教徒的人口在各州中最多，占美国佛教徒总数的8%；加利福尼亚州紧随其后，占2%。 阿拉斯加、阿利桑那、科罗拉多、康涅狄格、伊利诺伊、堪萨斯、路易斯安那、缅因、马利兰、麻萨诸塞、密歇根、密苏里、蒙大拿、内布拉斯加、新墨西哥、纽约、俄亥俄、南达科他、田纳西、德克萨斯、犹他、佛蒙特、维珍尼亚、华盛顿及怀俄明这些州份则各有1%的佛教徒，而其余州份所占的比例则不足1%。

## 佛教徒类型
美国佛教学者Charles Prebish将美国的佛教徒分为以下三种类型：
1. “移民佛教”：是最主要的也是最悠久的，这些信徒是第一代移民，他们在移民之前就信仰并实践佛教，因此在移民之后保持了下来，佛教信仰并深深地影响到了这些移民的后代。
2. “输入佛教”：也是非常主要和悠久的类型，它的特点是曝光度很高，使命感很强，活跃于社会中的精英分子，媒体上经常看到他们的报道。因为他们的主要目的就是弘扬佛教和传承佛教，他们常常被指派来到美国进行专门的宗教活动。有时他们也被称为“精英佛教”，因为他们的传教对象首要的是社会中的精英分子。
3. “招募佛教”：通常这些佛教组织在美国之外，但是通过现代科技手段吸引和招募在美国的人民成为其信徒。这种通过现代科技来弘扬佛教和招募信徒的现象在美国和其他国家都已经非常普遍。

上述的分类方法在学者中也有一些争议。他们表示，这种分类没有体现出美国白人的种族和文化特点。

## 移民佛教
佛教是在19世纪伴随亚洲移民进入美国的。19世纪后半叶，有大批中国移民涌入加利福尼亚加入淘金热潮。移民佛教具有多元化的特点，由很多亚洲不同国家的移民构成，包括中国、日本、韩国、泰国、越南、柬埔寨和斯里兰卡。

### 来自中国的移民佛教
第一座佛教寺院是1853年在旧金山建立的，随后的第二年建立了第二座寺院，到1875年时，总共建立了8座佛教寺院，到了1900年时，在美国西岸估计有400座佛教寺院，大多数都具备佛教元素。不幸的是，这些寺院也成为了种族歧视的对象，经常被其他人看成是迷信和无知的神庙（Joss House）。
在1854年出现了美国境内第一座佛庙。1880年代和1890年代，大批日本移民到夏威夷，夏威夷从此开始出现佛教庙宇。

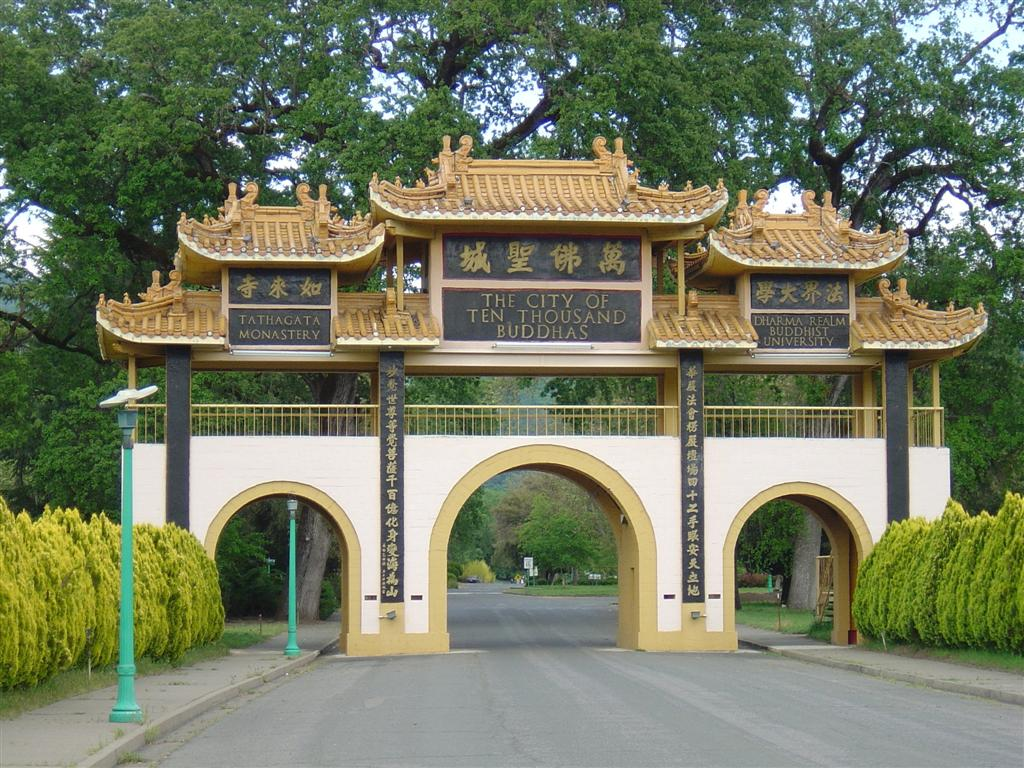
美国加利福尼亚州的万佛圣城

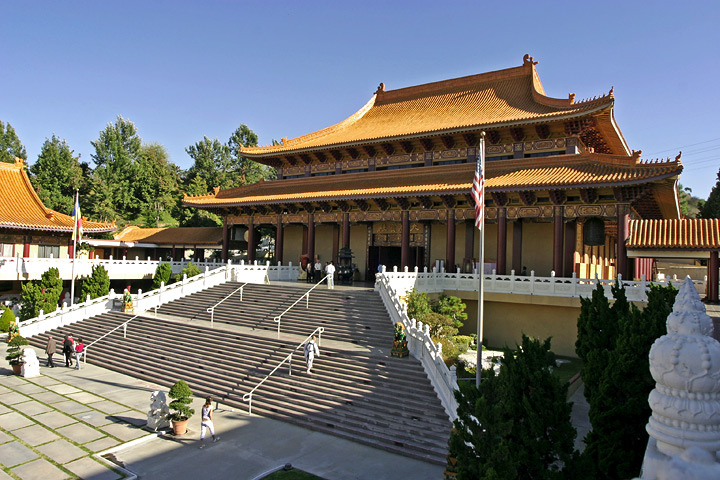
美国加利福尼亚州的佛光山西来寺

来自中国、东南亚等各地的移民在美国各地建立了许多佛教聚会场所。建筑规模或占地面积在西半球数一数二的包括在加利福尼亚州的佛光山西来寺和万佛圣城。西来寺是中国传统佛教庙宇，始建者是星云法师，他原籍江苏，后来去了台湾。万佛圣地是禅宗寺院和社区，创建人是已故的宣化上人，他原籍吉林，后来去了香港。
但是，在美国的佛教徒更多的聚会场所都不显山不显水地分布在社区。有时，一座佛庙从外面看可能和普通民居没有什么两样。

### 来自日本和朝鲜半岛的移民佛教
1882年的排华法案减缓了来自中国的移民人口增长。与此同时，日本和朝鲜半岛的移民开始大量涌入夏威夷，其次的移民人口是来自其他的亚洲佛教国家。这些移民都有建立自己的佛教寺院和组织，例如，1896年在夏威夷的帕奥豪附近创建了第一所日本寺院，属于净土真宗的一个分支（Honpa Hongwanji）。1898年，日本移民创立了青年佛教协会，西本愿寺派遣日僧曜日苍龙（Soryu Kagahi）至夏威夷传教。在美国本土创建的第一座日本寺院则是在1899年的旧金山，加拿大的第一座日本寺院则是在1905年的温哥华。直到1899年，才有两位日本僧人（Shuye Sonoda和Kakuryo Nishimjima）来到美国定居传教。

## 日本禅宗和藏传佛教在美国

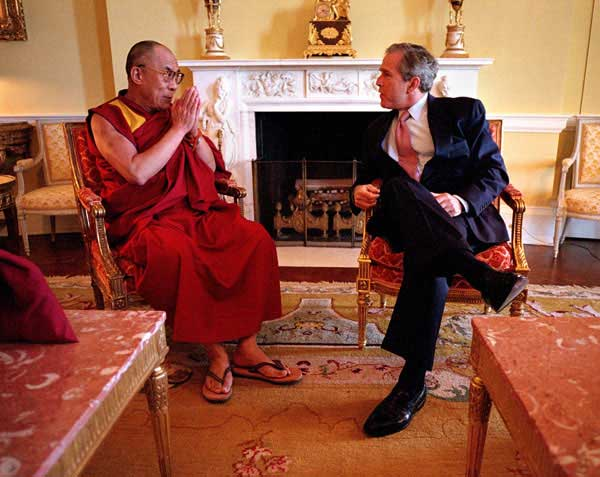
美国总统小布什在白宫会见达赖喇嘛

在非亚裔美国人中间传播的“输入佛教”的两大流派是禅宗和藏传佛教。20世纪初，日本步入世界强国，释宗演(Soyen Shaku)等日本禅宗大师积极向美国名流和公众弘扬佛法。禅宗成为第一个在美国本土扎根的“输入佛教”。
近年来，藏传佛教在美国的影響力大增。达赖喇嘛1979年第一次访问美国，他如今在美国已经是文化名人，理查德·基尔等好莱坞名星皈依他。最有名的生活在美国的藏传佛教大师当属已故的丘揚創巴。他1974年在科罗拉多州创办了那洛巴学院，这所学院如今发展成为非宗教的四年制文科大学。他去世后，追随者在科罗拉多州为他建了一座舍利塔，这是西半球最大的舍利塔之一。
如今，很多禅宗和藏传佛教中心聚集的信徒都是非亚裔的美国人，他们和亚裔移民的佛寺几乎不相往来。观察人士说，多数成年皈依佛门的非亚裔美国信徒注重的是静坐冥思，一部分的人把参禅悟佛视为一种人生哲學而非宗教。相較之下，美国亚裔佛寺的宗教组织更有特色，而且在亞裔族群的社區生活中，針對宗教、社会和文化等不同層面，都產生關鍵性的影響力。

## 美国政府与佛教
美国实行宗教自由和政教分离。政府并没有宗教管理局之类的机构。和基督教会一样，佛教组织可以做为民间非营利组织向政府登记，以享受免税待遇，同时，信徒给寺庙的布施，也可以抵税。但是，宗教组织如果享受了这样免税待遇就不能介入政治。
美国政府还设立“宗教工作者”签证，方便外国的宗教人士来美国组织宗教活动，其中也包括佛教僧侣。比如，在首都华盛顿地区和加州旧金山地区的泰国庙宇里，就有相当一部分的僧侣持这样的签证直接来自泰国本土。
2004年，在加州取得佛学硕士学位的珍妮特·格雷西·欣（Jeanette G. Shin）被授予海军中尉军衔并宣誓成为美国海军随军佛教神职人员。从此，美国武装部队也有了随军佛教法师，他们军服上的徽章是一个法轮。